# Hrabstwo Deschutes
Hrabstwo Deschutes (ang. Deschutes County) – hrabstwo w stanie Oregon w Stanach Zjednoczonych. Obszar całkowity hrabstwa obejmuje powierzchnię 3054,77 mil² (7911,82 km²). Według szacunków United States Census Bureau w roku 2009 miało 158 629 mieszkańców.
Hrabstwo powstało w 1916 roku.

## Miasta[4]
- Bend
- La Pine
- Redmond
- Sisters

## CDP[4]
- Black Butte Ranch
- Deschutes River Woods
- Eagle Crest
- Pronghorn
- Seventh Mountain
- Sunriver
- Terrebonne
- Tetherow
- Three Rivers
- Tumalo